# 鞍馬天狗 (1990年のテレビドラマ)
『鞍馬天狗』（くらまてんぐ）は、1990年10月7日から、1991年9月29日まで、テレビ東京（TX）で放送されたテレビドラマである。放送時間は、日曜日の18:30－19:00。放送回数51回。

## 概要
大佛次郎の代表作『鞍馬天狗』が原作で、これまで何度もテレビドラマ化などされた作品。
前週まで放送されていた『参上! 天空剣士』が不振のため26話で終了したことから、急遽同じスタッフ、同じ主演俳優（目黒祐樹）で制作された。
今作の鞍馬天狗はお馴染みの黒頭巾ではなく青頭巾である（なお、第2話に登場した偽者の鞍馬天狗は黒頭巾姿）
2008年発表のパチンコ機『CR鞍馬天狗』（藤商事）は本作品のタイアップ機で、演出として本作の映像が使用されている。

## キャスト
- 倉田典膳（鞍馬天狗）：目黒祐樹
- 杉作[1]：谷口公洋
- 近藤勇[1]：高橋悦史
- 隼の長七[1]（※第51話では「長七」表記）：中田博久
- 黒姫の吉兵衛[1]：笑福亭笑瓶
- 暗闇のお兼：斉藤絵里
- 痴庵老人：牧冬吉（第1～2・19・49話）
- お妙：鷲見利恵（第1～2・19・49話）
- 西郷吉之助：荒勢（第3話）
- 土方歳三：菅田俊（第4話から）
- 新八：山崎有右（第5話から）
- 坂本竜馬：畠山久（第9・16・50話）
- 佐々木只三郎：谷口孝史（第9・16・50話）
- おとせ：中條郷子（第9・16・50話）
- おりょう：細谷千絵（第9・16・50話）
- 山崎丞：小池雄介（第12～13話）
- 新門辰五郎：藤岡重慶（第15・18話）
- ナレーター:黒沢良

## 放送リスト
| 話数       | サブタイトル           | 脚本                  | 監督     | ゲスト |
| ---------- | ---------------------- | --------------------- | -------- | --- |
| 第一話     | 泣くな角兵衛獅子       | 保利吉紀              | 岡屋龍一 | 新見錦：滝譲二、中田光彦、森秀人 新吉：西尾塁、藤川真由美、久保田功 久保田潤、渡川栄二、西野浩史、上田智子                                                        |
| 第二話     | 裏切り者に不覚の涙     | 保利吉紀              | 岡屋龍一 | 南郷左エ門：下塚誠、西尾塁、下元年世 松島ゆみこ、石井洋充、佐藤雅夫、平井靖                                                                                       |
| 第三話     | 宿敵にも武士の情       | 保利吉紀              | 井沢雅彦 | 原木十蔵：奥久俊樹、大久保各務：五味龍太郎 磯村元信：久賀大雅、池永甚太夫：東田達夫                                                                               |
| 第四話     | 遺書に流した妻の涙     | 保利吉紀              | 井沢雅彦 | 内藤五十六：丹波義隆、お冴：山本ゆか里 渕上宏、丸平峯子、松尾勝人                                                                                                 |
| 第五話     | 闇に浮かぶ能面の恐怖   | 保利吉紀              | 松野宏軌 | 桜町胤保：大出俊、香取任蔵：南条好輝 吉田哲子、オブリ・ローズ、福山龍次                                                                                           |
| 第六話     | 勤皇の志士・非情の傷跡 | 保利吉紀              | 松野宏軌 | 忍頂寺伴蔵：堀田真三、白石与一：妹尾洸 お絹：白鳥美羽、岡村嘉隆、真田実 竹内隆治、岡田洪志、亀山忍                                                                |
| 第七話     | 涙でつないだ父娘の絆   | 保利吉紀              | 井沢雅彦 | 宗像園：奥田圭子、宗像左近：黒部進 原木十蔵：奥久俊樹、トリオ・ザ・ミミック 平井靖、蝦名勝、中村浩二、太田雅之                                                    |
| 第八話     | 近藤勇を暗殺せよ!      | 保利吉紀              | 井沢雅彦 | 陣馬十郎太：高峰圭二、宍戸彦斉：大竹修造 佐平次：西村正樹、お種：里矢絵子、樋口靖                                                                                 |
| 第九話     | 国を愛し女を愛する男   | 保利吉紀              | 松野宏軌 | 益満休之助：石倉英彦、入江慎也、沼田：河野実 |
| 第十話     | 娘に捧げる最後の捕縄   | 保利吉紀              | 松野宏軌 | 蛸薬師の仁助：深江章喜、お京：池田純子 加山大作：田中弘史、千太郎：国分郁男、山下豊久                                                                             |
| 第十一話   | 極楽トンボの河内音頭   | 保利吉紀              | 井沢雅彦 | 兵六：河内家菊水丸、お品：桂川京子 多市：下元年世、笑福亭鶴志、椛山主膳：加治春雄 藤兵衛：笹吾朗、丸尾好広                                                        |
| 第十二話   | 池田屋騒動             | 保利吉紀              | 井沢雅彦 | 宮部鼎三：西園寺章雄、古高俊太郎：佐藤雅夫 吉岡松助：五十嵐秀樹                                                                                                   |
| 第十三話   | 新撰組に狙われた女     | 保利吉紀              | 松野宏軌 | なし |
| 第十四話   | 極道息子のかたき討ち   | 保利吉紀              | 松野宏軌 | お貞：北林早苗、清吉：砂川真吾、谷三十郎：戸塚孝 水上保広、藤八：日高久、茂作：松尾勝人 おとら：三星登史子、おかん：藤原ひろみ                                    |
| 第十五話   | 京に咲いた江戸っ子魂   | 石森史郎              | 津島勝   | つね：吉本真由美、遠山二郎、たま子：三宅香菜 |
| 第十六話   | 海の風雲児・坂本龍馬   | 保利吉紀              | 井沢雅彦 | 松平容保：高桐真、銀次：浜伸詞 千代木直右衛門：岡村嘉隆、岡田洪志、野土晴久 萩原武彦、福本龍二、金田永植、宇佐美伸                                                |
| 第十七話   | 純情目明し・旅の道連れ | 保利吉紀              | 井沢雅彦 | 静：桂木梨江、真木主膳：五味龍太郎 宍戸外記：久賀大雅、みどり：松永寿乃、森下明 荻原紀、床尾賢一、杉山和史、山内八郎                                              |
| 第十八話   | 兄を斬れ!無情の掟      | 石森史郎              | 津島勝   | 平岡忠太郎：富川澈夫、一橋慶喜：長谷川初範 松平容保：高桐真、平岡誠次郎：大木聡 佐久間：出水憲、松尾勝人、加藤正記、蝦名勝                                        |
| 第十九話   | 男やもめの子守り剣法   | 石森史郎              | 津島勝   | 内藤勘兵衛：山本紀彦、波多久夫 大川代八：南条好輝、藤堂平助：重水直人 勘太郎：藤井陽平、武田てい子、福永正憲、松尾裕之                                            |
| 第二十話   | 雪に舞った芸妓の悲恋   | 石森史郎              | 松野宏軌 | おゆき：高倉美貴、下浦康瑞：武井三二 島中雄之進：高見裕二、東田達夫                                                                                               |
| 第二十一話 | 謎の仮面盗賊を叩け!    | 石森史郎              | 松野宏軌 | 松慶：幸田宗丸、所司代：須永克彦 喜助：浜田隆広、雁平：平井靖 |
| 第二十二話 | 士道に賭けた青春の涙   | 保利吉紀              | 加島幹也 | 仁田内膳：中井啓輔、江藤修平：黒田隆哉 勝呂十郎太：伊藤紘、権藤志摩：西山辰夫 大津隼人：五森大輔、神谷馬之介：加藤正記 島田求馬：池田勝志                         |
| 第二十三話 | 大反撃!弱虫の恩返し    | 保利吉紀              | 加島幹也 | 銀平：清水善三、中川左近：早川純一 茂助：日高久、鏑木：田中弘史                                                                                                   |
| 第二十四話 | 野望の果てに消えた愛   | 保利吉紀              | 加島幹也 | お糸：賀田裕子、門田弥一郎：草川祐馬 片倉大膳：藤沢薫、矢吹玄一郎：松尾勝人 平井靖、根本一也                                                                      |
| 第二十五話 | 決戦二条城七十人斬り   | 保利吉紀              | 津島勝   | 小笠原壱岐守：中丸忠雄、勝呂平太：高品剛 斉藤監物：五味龍太郎、階堂一角：下元年世 垣見喜兵衛：楠年明、矢下田智和                                                  |
| 第二十六話 | 謎の侠客               | 鈴木生朗              | 井沢雅彦 | 日柳燕石：藤田まこと（特別出演） 富田小太夫：石浜朗、岡田寅之助：唐沢民賢 徳田興人、諸木淳郎、平井靖、遠山二郎                                                    |
| 第二十七話 | 両雄対決               | 鈴木生朗              | 井沢雅彦 | 酒巻刑部：宗方勝巳、鬼束半兵衛：清川新吾 伝法三千雄、笹吾朗、内海カッパ、加藤重樹 東田達夫、根本一也、小泉敏生、東山千恵子                                        |
| 第二十八話 | 鬼同心と狂気の必殺剣   | 鈴木生朗              | 津島勝   | 乾勘兵衛：小林昭二、立花紋三郎：山内としお ふみ菊：吉田哲子、玄庵：阿木五郎、中塚和代 松尾勝人、永井真弓                                                          |
| 第二十九話 | 哀しい殺意 夢破れた男  | 髙山由紀子            | 津島勝   | 白井兵助：四禮正明、山崎左門：外山高士 京屋国蔵：西山嘉孝、河野実、駒田真紀、上田真理                                                                             |
| 第三十話   | 父子誓いの鯉のぼり     | 渡辺善則              | 井沢雅彦 | 氏家円四郎：和崎俊哉、根岸左馬之助：南貴博 根岸半次郎：荻原郁三、大津左兵衛：中田光彦 山村弘三                                                                    |
| 第三十一話 | 艶やかな女 怨みの魔剣  | 鈴木生朗              | 井沢雅彦 | 小染：森永奈緒美、稲葉頼母：市川青虎 飯沢左兵衛：寺下貞信、宮城幸生、宮田圭子 青木哲也、重見成人                                                                  |
| 第三十二話 | 悲劇の兄妹             | 石村嘉子              | 加島幹也 | おさよ：國實唯理、杉居与五郎：田中浩二 須永克彦、下元年世、玉生司朗、朝日完記                                                                                     |
| 第三十三話 | いかさま姫君           | 和久田正明            | 加島幹也 | 田中左内：小島三児、お吉：立原ちえみ 有光豊、笑福亭鶴志、芝本正 水上保広、加藤正記、大迫英喜                                                                      |
| 第三十四話 | 死神                   | 和久田正明            | 岡屋龍一 | おはつ：朝比奈順子、一文字屋仁助：井上高志 伴勇太郎、佐藤浩、南宗一郎、福山龍次 東田達夫、大山雅樹、根本一也                                                      |
| 第三十五話 | 人斬り無残             | 田上雄                | 津島勝   | 服部一蔵：石山律雄、お澄：千野弘美、奥久俊樹 久賀大雅、上野秀年、白川明彦、丸尾好広、松永寿乃                                                                     |
| 第三十六話 | 暗殺者の掟             | 津田幸於              | 津島勝   | 中井弥七郎：高良隆志、お絹：島崎路子 山崎市之助：甲斐道夫、滝沢監物：五味龍太郎 島岡：田中弘史、山本弘、辻本良紀                                                  |
| 第三十七話 | 毒のある花             | 田上雄                | 奥村正彦 | 久保寺伊織：椎谷建治、お富：小川美那子 松尾勝人、西田真吾、池田勝志 加藤三彦、鎌田武範、今野由香里                                                                |
| 第三十八話 | 正義の迷路             | 田村多津夫            | 奥村正彦 | 長谷新十郎：安藤一夫、おたき：永光基乃 長谷新兵衛：荻原紀、高部伝兵衛：溝田繁 天野修蔵：栗原敏、日高雅章、花岡秀樹 丸尾好広、東田達夫                             |
| 第三十九話 | 七夕の少女 笹舟の謎    | 石村嘉子              | 井沢雅彦 | 九助：水上保広、おちか：松井紀美江 おたえ：三宅香菜、彦根屋：西園寺章雄 木崎：功刀明、銀造：麻生敬 平井靖、東田達夫、橋本和博                                     |
| 第四十話   | 疑惑の逃走             | いずみ玲              | 井沢雅彦 | 守屋小四郎：草見潤平、西山るい：上原翔子 宮坂半兵衛：石倉英彦、国田栄弥、芝本正、門田裕 大橋壮多、加藤重樹、柴田茂一、蝦名勝                                      |
| 第四十一話 | 天狗危うし 必殺の罠!   | 津田幸於              | 奥村正彦 | 香蘭：藤代美奈子、徳兵衛：下元年世、稲田龍雄 玉生司朗、浜田雄史、中西宣夫、佐藤雅夫、久保政行                                                                     |
| 第四十二話 | 謎が謎よぶ女の仇討ち   | 佐藤五月              | 奥村正彦 | おしの：森恵、酒巻：朝日完記、於菊：麻生えりか 荒木：川上哲、丁字屋：小松健悦                                                                                     |
| 第四十三話 | 京都と会津 女心哀し    | 和久田正明 大平由美子 | 津島勝   | こけし：井澤明子、沖田千之丞：田畑猛雄 新木小一郎：阿川藤太、花里：東城美帆 加東次：広瀬義宣、大迫英喜、松尾勝人                                                  |
| 第四十四話 | 少女は見た 真夏の惨劇  | 田村多津夫            | 津島勝   | 春世:江𥔎玲菜、猪瀬弥平太：岩尾正隆 富蔵：有川正治、内山：南条好輝、久賀大雅 加藤正記、平井靖、池田勝志、根本一也 藤原ひろみ、千恵：明石恵子                      |
| 第四十五話 | 天狗討ち!新撰組分裂    | 石村嘉子              | 津島勝   | 松川清十郎：森下哲夫、久瀬大二郎：長尾豪二郎 三島屋：寺下貞信、亀井：山本弘、中塚和代 東田達夫、蝦名勝、野崎佳積、末永直美                                        |
| 第四十六話 | 無惨!京に散る父子鷹    | 津田幸於              | 津島勝   | 佐七：横光克彦、おきた：山本ゆか里 横倉大膳：高桐真、奈良屋：西山辰夫 中井弥一郎：大竹修造、森本源三郎：河野実 庄太：中西勇太                                     |
| 第四十七話 | 母娘愛!白い花の奇跡    | 石村嘉子              | 井沢雅彦 | おせん：一柳みる、門脇多門：五味龍太郎 仙蔵：当銀長太郎、坂井：井上茂 小松健悦、川西杏奈、久保田潤、明石恵子                                                      |
| 第四十八話 | 近藤、土方 宿命の対決  | 中原朗                | 井沢雅彦 | 蛭田小十郎：坂田金太郎、小菊：好永康子、竹本貴志 梅谷枝里、山本弘、加藤正記、東田達夫                                                                             |
| 第四十九話 | 恐怖!連続辻斬り魔      | 雨生なおき            | 松野宏軌 | 山下惣ヱ門：崎津隆介、十蔵：山口幸生 信吉：野土晴久、松尾勝人、平井靖 福山龍次、福中勢至郎                                                                        |
| 第五十話   | 竜馬暗殺!              | 保利吉紀              | 井沢雅彦 | 蝮：木村栄、中岡慎太郎：郷田ほづみ 藤吉：大橋壮多 |
| 第五十一話 | 誠・新撰組 最後の血戦  | 保利吉紀              | 井沢雅彦 | 篠原泰之進：信実一徳、おかよ：菊地陽子 大久保一翁：西山辰夫、近藤周平：吉見謙一 小松健悦、荻原郁三、麻生敬、平井靖、福山龍次 蝦名勝、池田勝志、根本一也、岡田照幸 |

## スタッフ
- 原作:大佛次郎（大仏次郎）『鞍馬天狗』
- 脚本:田村多津夫、保利吉紀、いずみ玲、石村嘉子、雨生なおき、石森史郎、鈴木生朗、髙山由紀子、渡辺善則、和久田正明、田上雄、津田幸於、佐藤五月、大平由美子、中原朗
- 音楽:岡本和雄
- 撮影:秋田秀継
- 照明:林利夫、中山利夫
- 録音:河合博幸、広瀬浩一
- 調音:林基継
- 効果:藤原誠
- 編集:木村幸雄
- VTR編集:水上泰郎（キッズカンパニー）
- 美術:家木一実
- 装置:新映美術工芸
- 装飾:木下保
- 小道具:高津商会
- 衣裳:松竹衣裳
- 結髪:八木かつら
- 殺陣:伊奈貫太
- 助監督:酒井信行、澤田アーサー貢
- 記録:野崎八重子、清水町子
- 製作主任:高坂光幸
- 製作担当:松永彦一
- プロデューサー: 中嶋等、小川治、網野英夫、只野研治（テレビ東京）、斉藤立太
- 監督:奥村正彦、岡屋龍一、井沢雅彦、松野宏軌、津島勝、加島幹也
- 制作協力: 京都映画（現：松竹京都撮影所）
- 制作:テレビ東京、松竹

## 主題歌
- 「阿呆鳥」※第1話 - 第25話（唄：黒沢年男、作詞：荒木とよひさ、作曲：弦哲也、編曲：前田俊明、東芝EMI株式会社）
- 「泣くなよ」※第26話 - 第51話（唄:高山厳、作詞:大津あきら、作曲:浜圭介、編曲:芳野藤丸、ポリスター（原盤権はアップフロントグループが所持しているため、1998年以降はアップフロントワークス・ライスミュージックから発売））

## 再放送
- 2015年10月12日より千葉テレビ放送で再放送開始。月-金13:00-13:30に放送（2015年12月24日に終了）
- 2016年10月6日よりTOKYOMXで再放送開始。毎週木09:30-10:00に放送（2017年10月26日に終了）